# Kanoistika na Letních olympijských hrách 2012 – C2 slalom muži
Závod ve vodním slalomu C2 mužů na Letních olympijských hrách 2012 v Londýně se konal na kanále Lee Valley White Water Centre ve Waltham Cross ve dnech 30. července až 2. srpna 2012. 
Z českých závodníků se jej zúčastnily dvojice Jaroslav Volf a Ondřej Štěpánek, kteří dojeli na sedmém místě, a devátí Stanislav Ježek s Vavřincem Hradilkem.
Olympijské zlato vybojovala britská posádka Timothy Baillie a Etienne Stott. Stříbrnou příčku obsadili jejich krajané David Florence a Richard Hounslow. Na bronzové pozici skončili dvojnásobní obhájci prvenství, slovenští bratři Pavol a Peter Hochschornerovi.

## Program
Časy jsou uvedeny v UTC+1.
| Datum                     | Čas           | Fáze       |
| ------------------------- | ------------- | ---------- |
| pondělí 30. července 2012 | 13:30 a 15:42 | rozjížďky  |
| čtvrtek 2. srpna 2012     | 13:30         | semifinále |
| čtvrtek 2. srpna 2012     | 15:18         | finále     |

Rozestavení bran na trati

Rozjížďky
Semifinále a finále

## Výsledky
| Pořadí           | Posádka                                       | Rozjížďky | Rozjížďky | Rozjížďky | Rozjížďky | Rozjížďky | Rozjížďky | Semifinále                 | Semifinále                 | Semifinále                 | Finále                     | Finále                     | Finále                     |
| Pořadí           | Posádka                                       | 1. jízda  | Pen.      | 2. jízda  | Pen.      | Nejlepší  | Pořadí    | Čas                        | Pen.                       | Pořadí                     | Čas                        | Pen.                       | Pořadí                     |
| ---------------- | --------------------------------------------- | --------- | --------- | --------- | --------- | --------- | --------- | -------------------------- | -------------------------- | -------------------------- | -------------------------- | -------------------------- | -------------------------- |
| Zlatá medaile    | Timothy Baillie a Etienne Stott (GBR)         | 100,44    | 0         | 102,79    | 4         | 100,44    | 4.        | 110,78                     | 0                          | 6.                         | 106,41                     | 0                          | 1.                         |
| Stříbrná medaile | David Florence a Richard Hounslow (GBR)       | 108,23    | 6         | 101,08    | 0         | 101,08    | 7.        | 108,93                     | 0                          | 1.                         | 106,77                     | 0                          | 2.                         |
| Bronzová medaile | Pavol Hochschorner a Peter Hochschorner (SVK) | 97,52     | 0         | 98,60     | 2         | 97,52     | 2.        | 109,04                     | 2                          | 2.                         | 108,28                     | 2                          | 3.                         |
| 4.               | Gauthier Klauss a Matthieu Péché (FRA)        | 96,98     | 2         | 151,03    | 50        | 96,98     | 1.        | 109,27                     | 0                          | 3.                         | 109,17                     | 2                          | 4.                         |
| 5.               | Piotr Szczepański a Marcin Pochwała (POL)     | 105,58    | 6         | 101,00    | 2         | 101,00    | 5.        | 109,81                     | 0                          | 4.                         | 110,51                     | 2                          | 5.                         |
| 6.               | Chu Ming-chaj a Šu Ťün-žung (CHN)             | 103,36    | 2         | 99,05     | 0         | 99,05     | 3.        | 110,70                     | 2                          | 5.                         | 112,85                     | 2                          | 6.                         |
|                  |                                               |           |           |           |           |           |           |                            |                            |                            |                            |                            |                            |
| 7.               | Jaroslav Volf a Ondřej Štěpánek (CZE)         | 104,00    | 2         | 150,87    | 52        | 104,00    | 8.        | 112,22                     | 2                          | 7.                         | nepostoupili do finále     | nepostoupili do finále     | nepostoupili do finále     |
| 8.               | Sašo Taljat a Luka Božič (SLO)                | 102,82    | 2         | 101,08    | 2         | 101,08    | 6.        | 113,50                     | 2                          | 8.                         | nepostoupili do finále     | nepostoupili do finále     | nepostoupili do finále     |
| 9.               | Vavřinec Hradilek a Stanislav Ježek (CZE)     | 106,91    | 2         | DNS       | DNS       | 106,91    | 9.        | 115,50                     | 2                          | 9.                         | nepostoupili do finále     | nepostoupili do finále     | nepostoupili do finále     |
| 10.              | Kynan Maley a Robin Jeffery (AUS)             | 113,96    | 6         | 107,47    | 4         | 107,47    | 10.       | 162,14                     | 52                         | 10.                        | nepostoupili do finále     | nepostoupili do finále     | nepostoupili do finále     |
|                  |                                               |           |           |           |           |           |           |                            |                            |                            |                            |                            |                            |
| 11.              | David Schröder a Frank Henze (GER)            | 107,50    | 0         | 107,79    | 4         | 107,50    | 11.       | nepostoupili do semifinále | nepostoupili do semifinále | nepostoupili do semifinále | nepostoupili do semifinále | nepostoupili do semifinále | nepostoupili do semifinále |
| 12.              | Eric Hurd a Jeff Larimer (USA)                | 112,91    | 6         | 109,78    | 6         | 109,78    | 12.       | nepostoupili do semifinále | nepostoupili do semifinále | nepostoupili do semifinále | nepostoupili do semifinále | nepostoupili do semifinále | nepostoupili do semifinále |
| 13.              | Niccolò Ferrari a Pietro Camporesi (ITA)      | 120,64    | 10        | 111,55    | 0         | 111,55    | 13.       | nepostoupili do semifinále | nepostoupili do semifinále | nepostoupili do semifinále | nepostoupili do semifinále | nepostoupili do semifinále | nepostoupili do semifinále |
| 14.              | Michail Kuzněcov a Dmitrij Larionov (RUS)     | 112,36    | 8         | 155,59    | 50        | 112,36    | 14.       | nepostoupili do semifinále | nepostoupili do semifinále | nepostoupili do semifinále | nepostoupili do semifinále | nepostoupili do semifinále | nepostoupili do semifinále |

## Galerie

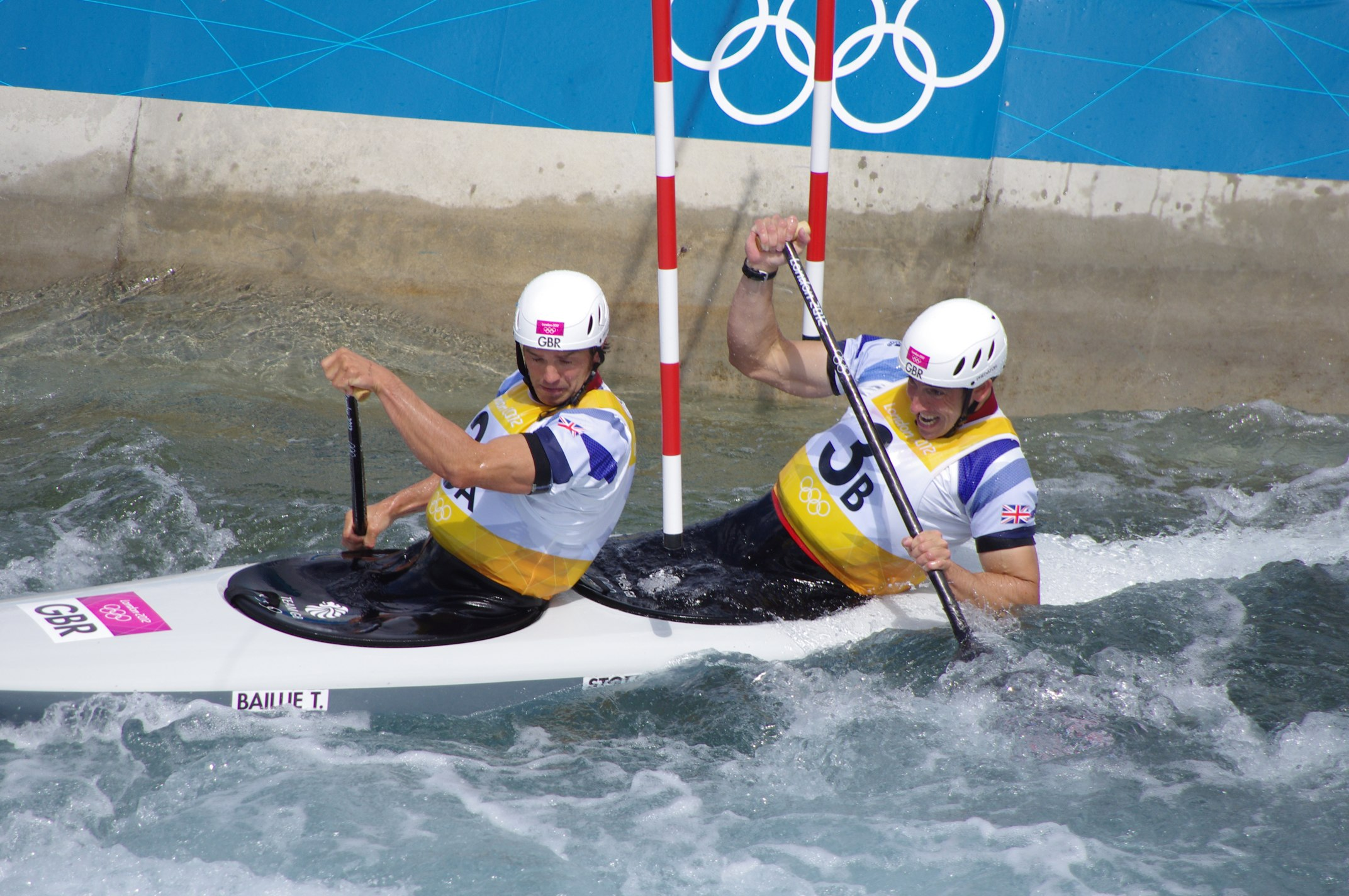
Timothy Baillie a Etienne Stott
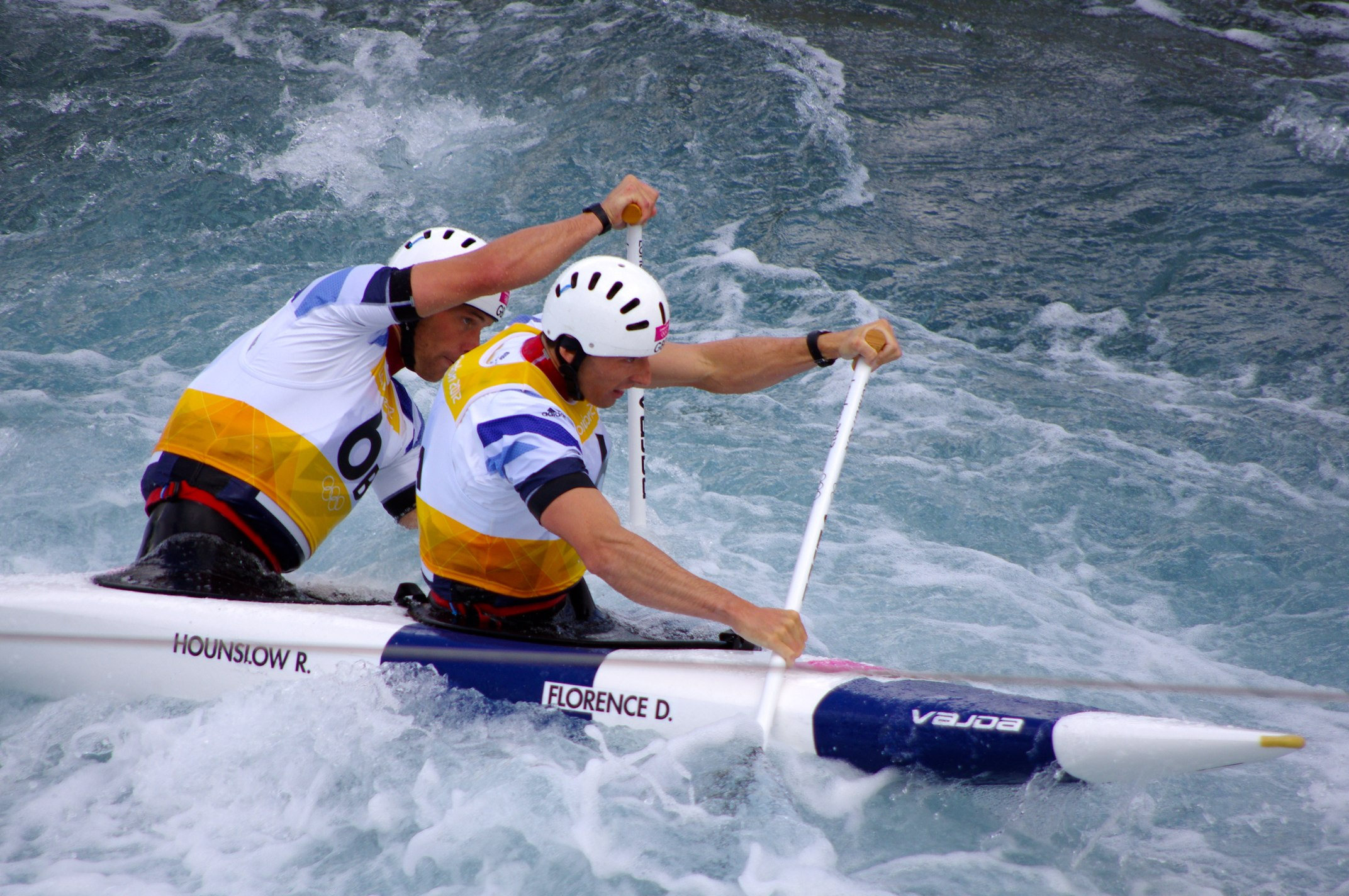
David Florence a Richard Hounslow
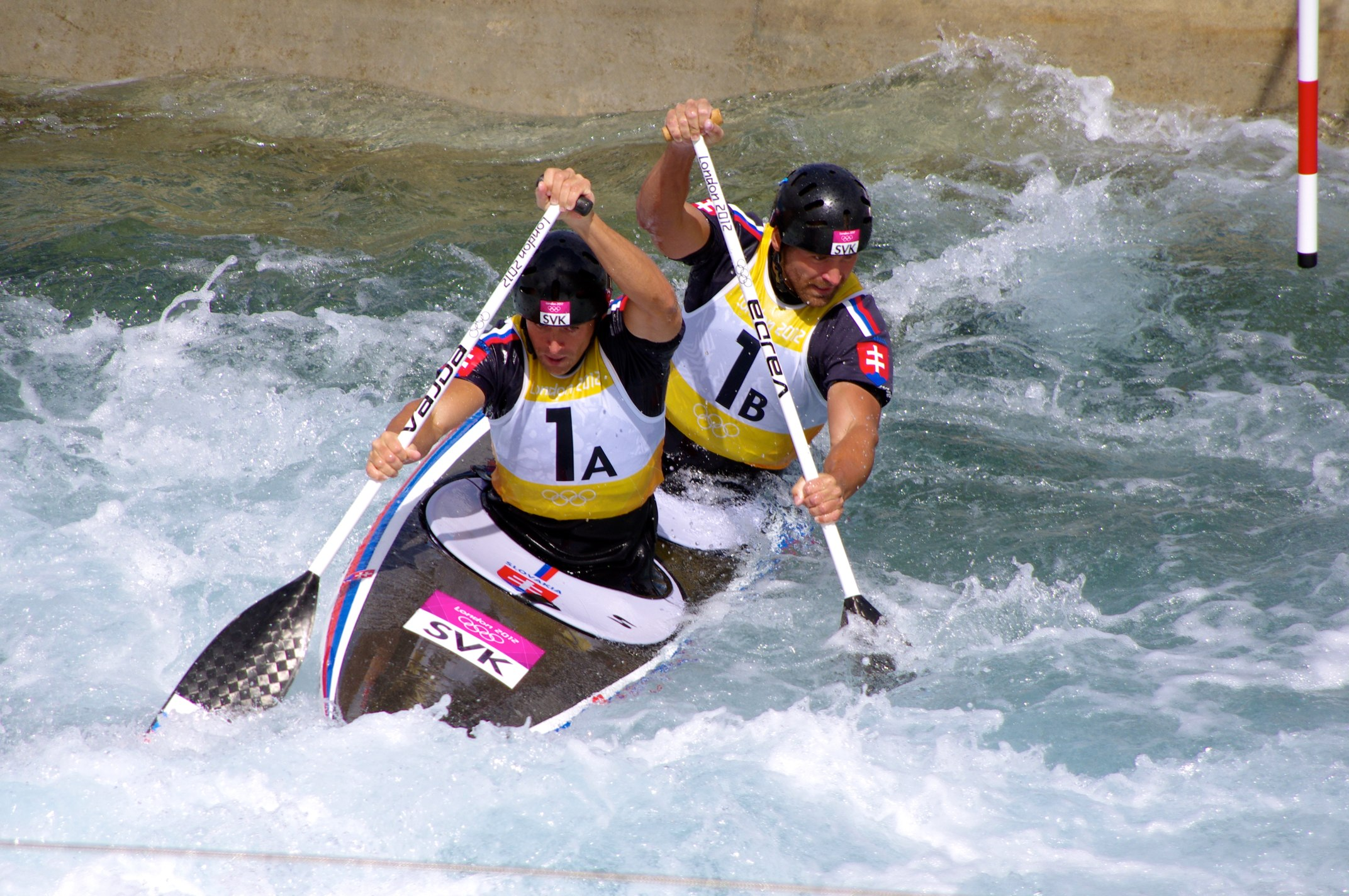
Pavol a Peter Hochschornerovi
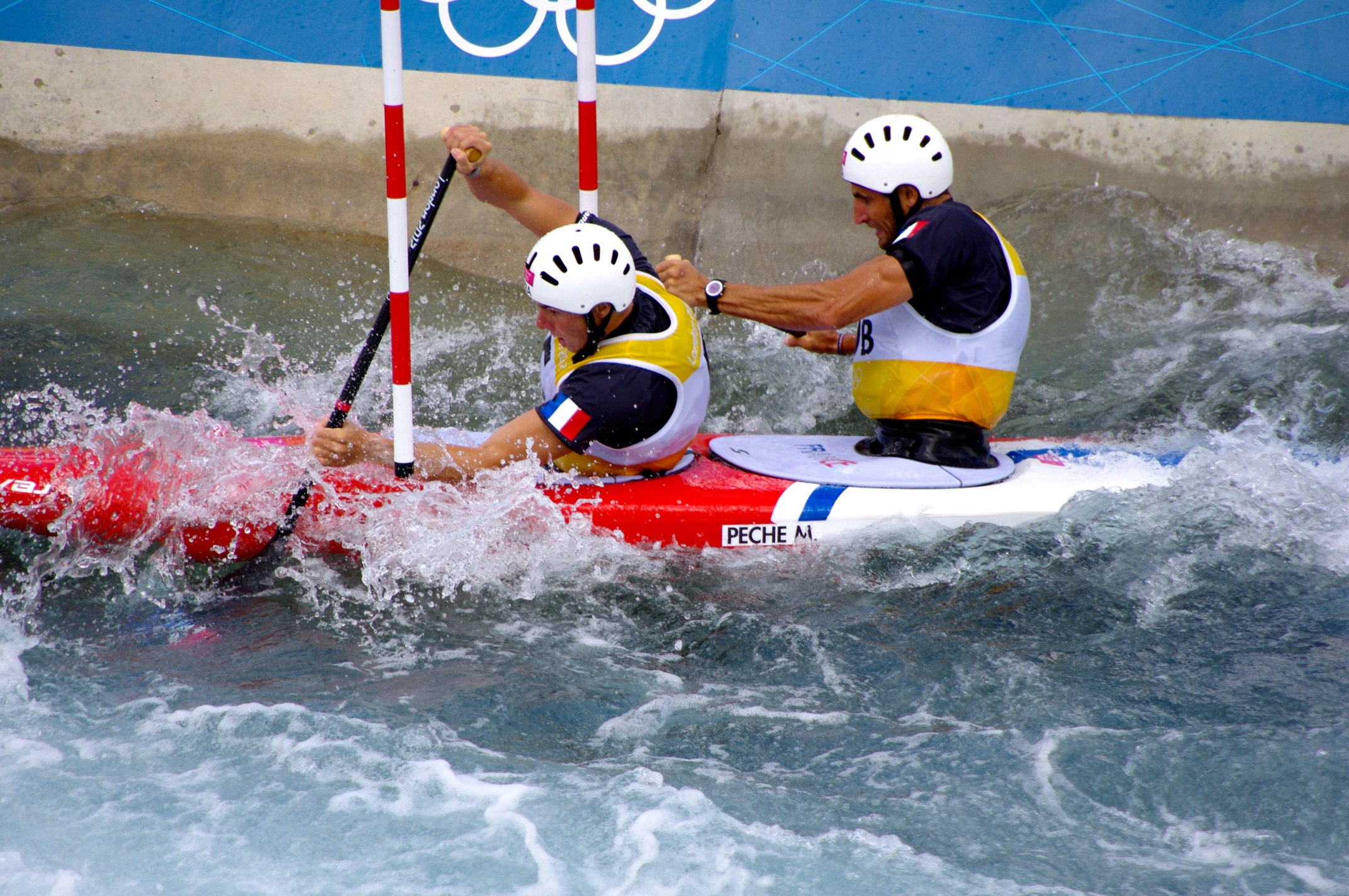
Gauthier Klauss a Matthieu Péché
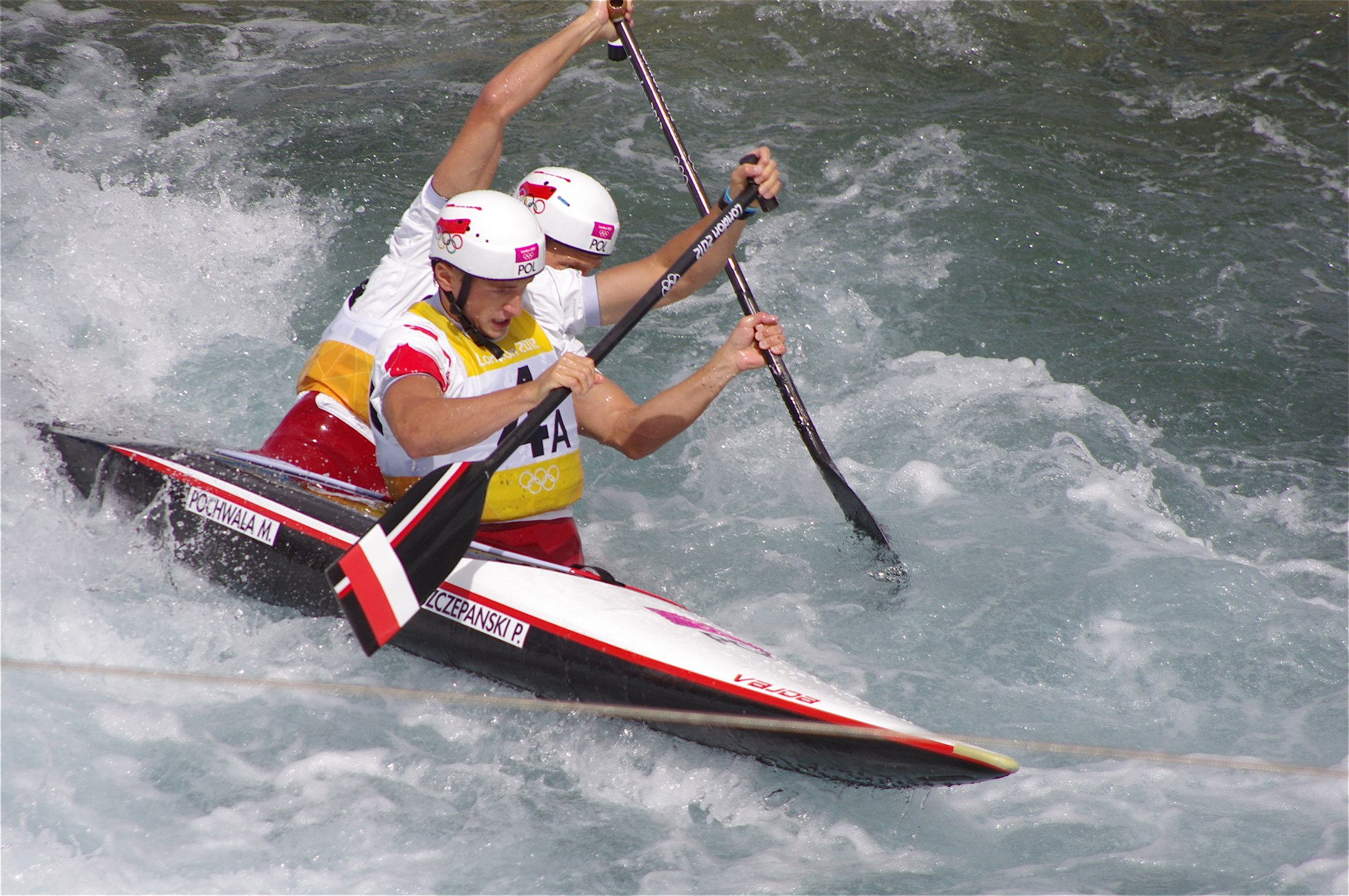
Piotr Szczepański a Marcin Pochwała
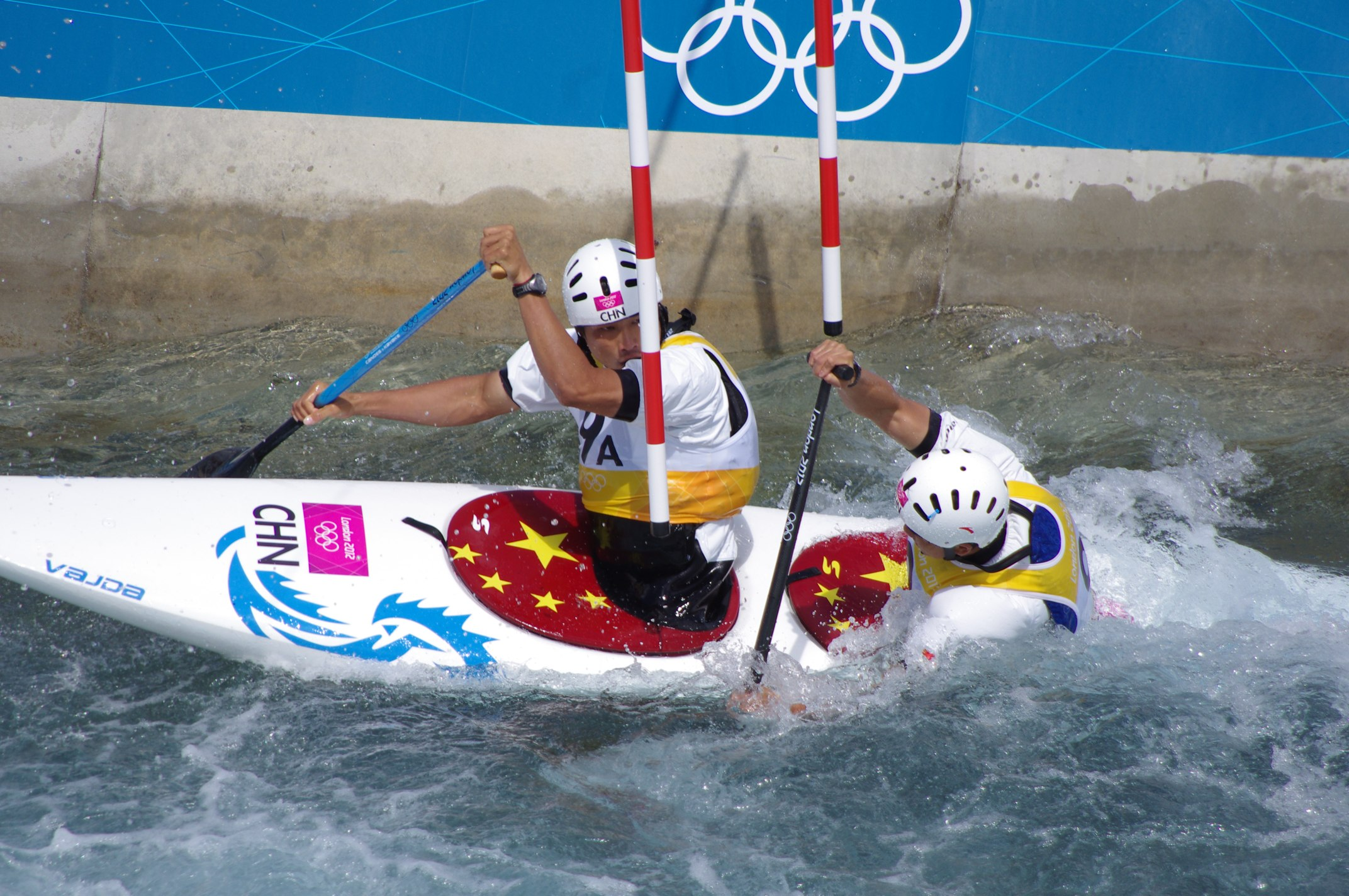
Chu Ming-chaj a Šu Ťün-žung
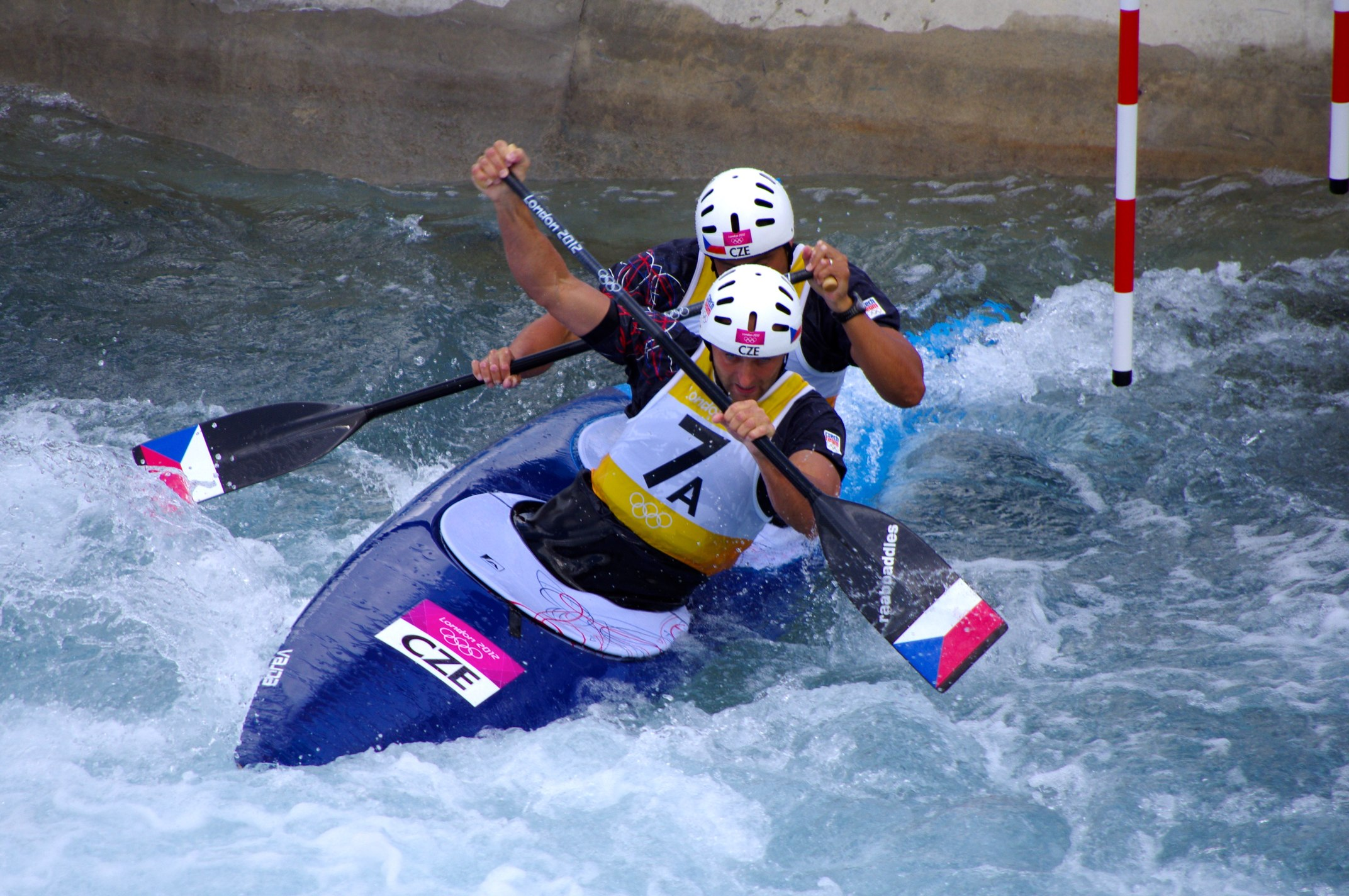
Jaroslav Volf a Ondřej Štěpánek
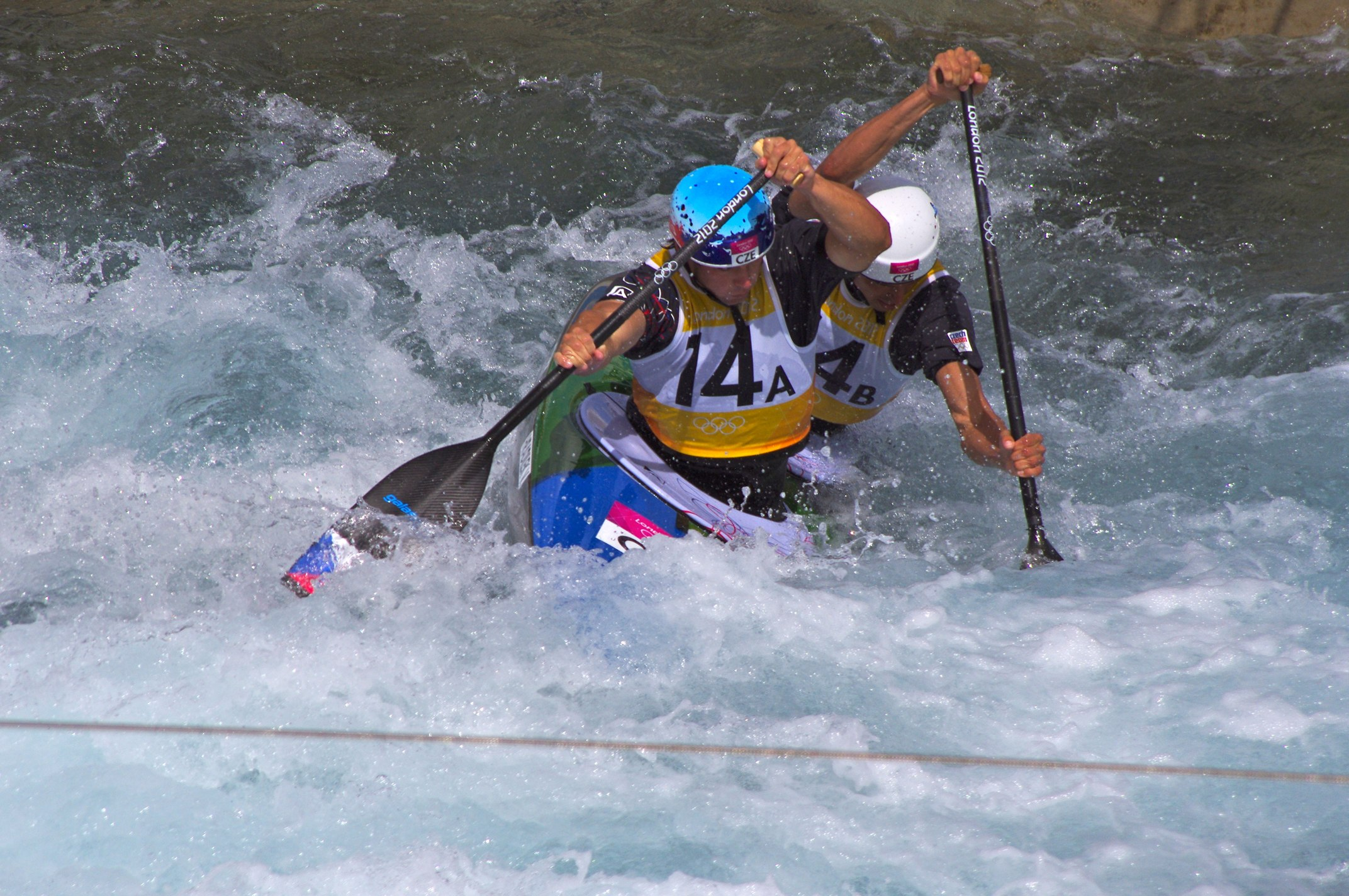
Vavřinec Hradilek a Stanislav Ježek
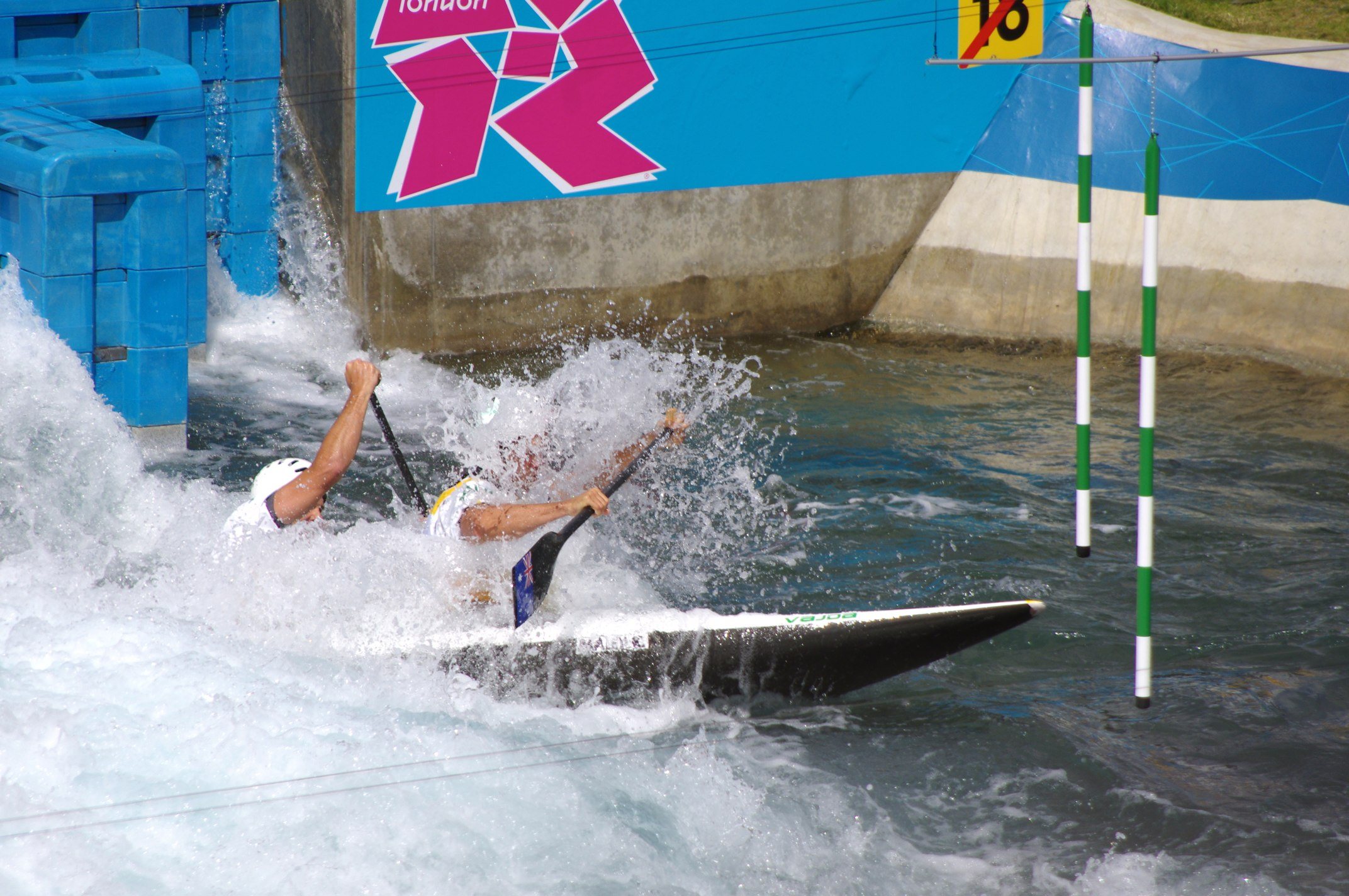
Kynan Maley a Robin Jeffery